# Трефилов, Георгий Юрьевич
Гео́ргий Ю́рьевич Трефи́лов (род. 1 июня 1971, Москва) — российский мультимиллионер, предприниматель, основатель и бывший совладелец холдинга «МАРТА». По данным газеты Daily Mail, Трефилов входит в сотню самых богатых россиян.
С 18 ноября 2010 года Следственным комитетом при МВД России по обвинению в мошеннических действиях объявлен в международный розыск. По данным от 2013 года Трефилов находится в международном розыске по линии Интерпола.

## Биография

### Детство и юность
Георгий Трефилов родился 1 июня 1971 года в семье государственных служащих. Окончил средне-образовательную школу № 689 в 1988 году, после чего поступил на факультет «Специальное машиностроение» МГТУ им. Баумана. В 1992 году Трефилов прерывает обучение и принимает решение заняться предпринимательством.

### Работа в «МАРТА»
В 1992 году Георгий Трефилов совместно со своим одноклассником Дмитрием Октябрьским открывает ООО «Марта» и организует производство бытовой и кухонной мебели. Впоследствии компания меняет сферу деятельности, но название остаётся прежним — «МАРТА» (Межотраслевая Альтернативная Российская Торговая Ассоциация).
В 2001 году после финансового кризиса Трефилов приобретает субфраншизу нидерландской сети супермаркетов «SPAR» у российского франчайзи «Spar Retail» и открывает первый супермаркет. За последующие 3 года Холдинг «МАРТА» открывает ещё 22 супермаркета, а основным видом деятельности компании становится розничная торговля. Через некоторое время сотрудничество Трефилова с «SPAR» распадается. Причиной стали «серьезные разногласия» с голландским партнёром.
В 2004 году Георгий Трефилов на Московском немецко-российском экономическом саммите в присутствии Президента России и Федерального канцлера Германии подписывает рамочное соглашение с REWE Group о создании совместного предприятия и развитии сети супермаркетов международного бренда Billa.
С 2006 года Холдинг «МАРТА» совместно с ГК «Время» создают ОАО «РТМ», в которой до марта 2008 года Трефилов являлся Председателем Совета директоров. «РТМ» стала публичной компанией, пройдя IPO в 2007 году.

### Банкротство
С начала 2008 года в Холдинге «Марта» и других подконтрольных Трефилову компаниях наступает кризис неплатежей. По мнению аналитиков, причиной кризиса стала политика Трефилова по агрессивной региональной экспансии , которая привела Холдинг «МАРТА» к резкому увеличению долговой нагрузки.
С осени 2008 года наступает общий кризис структур Холдинга. Банки кредиторы (Альфа-банк, БТФ, Сбербанк, Связь-банк, Сургутнефтегазбанк, Русь-банк и др.) обратились с исками о взыскании более чем 1,9 млрд руб. лично к Трефилову, так как он выступал поручителем по этим кредитам). Трефилов попытался сохранить акции ОАО «РТМ» и одновременно использовать эти же акции в качестве банковского залога; полученным от данной операции кредитом погашались требования по облигациям «Марта Финанс». В этих целях акции были переданы Э. Вырыпаеву. Вырыпаев, в свою очередь, продал их «КИТ Финанс», и полученные деньги отправил Трефилову, который использовал их для расчётов с владельцами облигаций. Последующий публичный скандал между Вырыпаевым и Трефиловым о праве владения данным пакетом акций привёл к резкому падению стоимости акций, после чего ОАО «РТМ» было объявлено банкротом .

### Уголовное преследование
В 2009—2010 годах в отношении Трефилова было возбуждены уголовные дела по ч.1 ст.176 УК РФ и ч.4 ст.159 УК РФ. 15 ноября 2010 года Следственным комитетом при МВД России сделано официальное заявление о заочном предъявлении Георгию Трефилову обвинения в мошеннических действиях. Согласно заявлению и предъявленным ему обвинениям, Трефилов похитил денежные средства нескольких компаний. Также Трефилов предоставлял банкам, под обеспечение выданных ему кредитов, гарантии в виде залога имущества, однако данное имущество уже было заложено многократно Трефиловым ранее, либо вообще не являлось его собственностью. Так, в частности, ООО «Бизнес групп», входящее в «Марту» и подконтрольное Трефилову предприятие, получило от шести банков, в том числе и Сбербанка, кредитов более чем на 1,3 млрд руб. под залог одного и того же торгового оборудования супермаркетов, работающих под брендом ВILLA. За несколько месяцев до того, как ему было предъявлено обвинение, Трефилов скрылся от правоохранительных органов в Великобритании.
В 2010 году Трефилов был объявлен в международный розыск, за информацию о его местонахождении и помощь в розыске было объявлено вознаграждение. Следственный департамент МВД РФ потребовал от Великобритании выдачу Трефилова.
16 ноября 2012 года Трефилов выиграл в Лондоне суд о своей экстрадиции в Россию, но уже в марте 2013 года был арестован в лондонском аэропорту Гэтвик , при въезде в Великобританию, за использование фальшивого паспорта и идентификационной карты. В мае 2013 года суд города Льюис приговорил Георгия Трефилова к 1,5 годам условно за использование фальшивых документов.
В настоящее время Трефилов проживает с семьёй в Лондоне.

#### Преследование участников процесса
12 декабря 2012 года было возбуждено уголовное дело в отношении старшего прокурора Виктора Гвоздева, который якобы получил $50 тыс. от Трефилова за смягчение уголовного преследования. 24 января 2014 г. был признан виновным и осуждён к 4 годам условно, по ст. ч.4 159 УК РФ (Мошенничество в особо крупном размере). Во время следствия он признал свою вину. Следствием было установлено, что в переговоры с Трефиловым Гвоздев вступил, находясь в это время на пенсии.
Ни одна из версий, изложенных Трефиловым о причастности других работников Генеральной Прокуратуры к действиям В. Гвоздева, в частности бывшего следователя Ирины Коноваловой (которая в течение нескольких лет вела уголовное дело о мошенничестве в отношении Трефилова), не нашли подтверждений ни во время следствия, ни в суде. Вся следственная часть СК МВД РФ за несколько месяцев до обращения Трефилова в Генеральную Прокуратуру уже была расформирована.

### Судебное противостояние с концерном REWE
В 2013 году в коммерческом суде Австрии продолжается судебное разбирательство, в котором концерн REWE предъявил обвинение в адрес Трефилова в фальсификации и попытке незаконного использования договора, согласно условиям которого REWE якобы принимал обязательства о выкупе у Трефилова торговой сети Гроссмарт по явно завышенной цене. По мнению представителей REWE, Трефилов использовал поддельный договор для получения бридж-финансирования в одном из Британских инвестиционных фондов, а также в одном из крупных российских банков.

### Судебное противостояние с Альфа-Банком
Альфа-Банк в январе 2014 года обратился в Высокий суд Лондона с Иском о взыскании с Трефилова около 600 млн руб. долгов и процентов по ним. В исковом заявлении российский банк потребовал признать решение суда об ответственности поручителя, Трефилова, по долгам его компании ООО «Элекскор» (дочерняя структура Холдинга «МАРТА»).
4 июня 2014 года Высокий суд Лондона рассмотрел дело и вынес решение в пользу Альфа-Банка
Общая сумма удовлетворённых требований составила — 521,44 млн руб. (в том числе 153,2 млн руб. — начисленные проценты). По решению суда Трефилов должен уплатить эту сумму до 25 июня 2014 года, «при этом до даты фактического погашения будут начисляться проценты по ставке ЦБ РФ (8,25 %)».

## Личная жизнь
Трефилов женат вторым браком с 2005 года на Юлии Трефиловой, от двух браков имеет трёх дочерей.